# ارنست اشتتلر
ارنست اشتتلر (انگلیسی: Ernst Stettler; ۱۷ ژوئیهٔ ۱۹۲۱ – ۲۸ اوت ۲۰۰۱) دوچرخه‌سوار اهل سوئیس بود.